# Manípulo (militar)

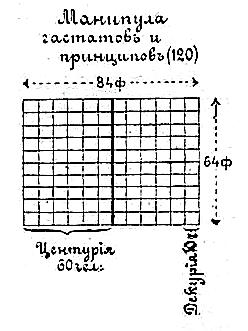
Manípulo (militar)

O manípulo (latim: manipulus - plural: manipuli - de manus, signifincado "mão") era uma subunidade tática da legião romana adoptada por influência samnita durante as Guerras Samnitas (343 a.C. - 290 a.C.). Por extensão, o termo designava também a insígnia militar de cada manípulo.
Entre si, como irmãos de armas, os membros de cada manípulo designavam-se "commanipulares" (singular: commanipularis).

## Origem
O sistema manipular foi adoptado por volta de 315 a.C., no decorrer da Segunda Guerra Samnita. O terreno irregular da região do Sâmnio, onde a guerra foi combatida, acentuou a falta de manobrabilidade inerente à formação em falange que os Romanos tinham herdado dos Etruscos.
Depois de terem sofrido uma série de derrotas, que culminaram na rendição de uma legião inteira sem resistência na Batalha das Forcas Caudinas, os Romanos abandonaram a formação em falange adoptando o sistema manipular.

## A legião manipular
Nos duzentos anos seguintes (até às reformas de Mário em 107 a.C.), o exército romano manteve-se organizado em três linhas: os hastados, os principes e os triários. Estes dividiam-se em termos de experiência de habilidade para o combate, com os soldados mais jovens dos hastados a serem os primeiros a empenhar-se em combate. Nos locais onde a resistência era forte, este escalão recuava e dissolvia-se na linha romana, permitindo que os soldados mais experientes nos principes entrassem em combate. Por sua vez, os principes podiam ceder a vez aos mais duros triários sempre que necessário. Esta última situação está na origem no dito romano "ad triaris redisse" (recuar até aos triários) que significava que se estava já numa situação desesperada. Os manípulos de cada linha formavam geralmente deixando um espaço - equivalente ao ocupado por si próprio - entre os dois manípulos vizinhos, com os manípulos das linha imediatamente atrás a cobrirem as aberturas da linha da frente, num formato em xadrez. Isto permitia que, em caso de necessidade, os manípulos da linha da frente podiam recuar, sem interromper a linha de trás. Algumas fontes discordam no número de manípulos de cada tipo existentes em cada legião, mas aceita-se geralmente o número de 20 manípulos de cerca de 120 hastados, 20 manípulos de cerca de 120 principes e de 20 manípulos de cerca de 60 triários, num total de cerca de 6000 legionários.
Adidos a cada legião, existiam também alguns vélites (atiradores ligeiros armados com dardos, recrutados nas classes mais pobres da sociedade romana), alguns equites (cavalaria das classes altas), auxiliares (cavalaria recrutada de entre os aliados itálicos dos Romanos) e um grande número de não combatentes.